# The Secret Life of the American Teenager
The Secret Life of the American Teenager (a menudo abreviado como Secret Life) —en Latinoamérica La Vida Secreta de la Adolescente Americana y en España Vida Secreta de una Adolescente— es una serie de televisión de drama adolescente estadounidense creada por Brenda Hampton. Se emitió por primera vez en ABC Family el 1 de julio de 2008. La serie fue renovada para una segunda temporada que consta de 24 episodios el 9 de febrero de 2009, que comenzó a transmitirse el 22 de junio de 2009. El 12 de enero de 2010, ABC Family anunció que Secret Life volvería a por su tercera temporada, que se estrenó el 7 de junio de 2010. El 9 de enero de 2011, ABC Family anunció que la serie regresaría para su cuarta temporada el 26 de marzo de 2011. El 2 de febrero de 2012, ABC Family renovó la serie para una quinta temporada.
La primera temporada se centra en las relaciones entre las familias y amigos y cómo lidiar con el inesperado embarazo adolescente del personaje Amy Juergens, que es interpretado por Shailene Woodley. En la segunda temporada, Amy Juergens debe lidiar con la maternidad y la secundaria, mientras que su familia y amigos desafían sus propias experiencia en las relaciones.
La serie recibió en general críticas negativas de los críticos de la corriente principal cuando se empezó a emitir, pero fue bien recibida entre el público femenino y adolescente. El debut del episodio piloto rompió el récord de la calificación más alta en ABC Family, que ha sido roto por el estreno de la segunda temporada, superando a Kyle XY, con 2,82 millones de espectadores. La temporada final trajo 4,50 millones de espectadores, superando el episodio de esa noche de Gossip Girl, que tenía menos de la mitad de su número habitual de espectadores. Estrenando a críticas en su mayoría positivas de los críticos y de ser bien recibida entre los espectadores, la segunda temporada de Secret Life se abrió a mayor audiencia de la serie que la ha visto hasta ahora, publicación de una serie de alta en el total de televidentes con 4,68 millones de espectadores; en adultos de 18-34 es el número uno de estreno con guion original de Verano 2009. Por otra parte, el estreno de la mitad de temporada se convirtió en la transmisión por televisión más vista de ABC Family de todos los tiempos con espectadores de edades 12-34 con más de tres millones de espectadores viendo.
El espectáculo ha ganado el Teen Choice Award por Choice Summer TV Show durante su temporada de estreno, y dio lugar a un libro titulado The Secret Diary of Ashley Juergens. Actualmente, se emite los lunes a las 8/7c en ABC Family en Estados Unidos, en MTV en el Reino Unido, en MTV en Polonia, en ABC Spark en Canadá, en TF6 en Francia y en Disney Channel (Países Bajos y Flandes) en los Países Bajos y Bélgica.

## Producción
La serie fue creada y producida por Brenda Hampton, creadora de la serie 7th Heaven, Siete en el paraíso. Tiene un bajo presupuesto por episodio, un millón y medio de dólares, lo que supone un millón de dólares por debajo de la media de un episodio de una serie de horario de máxima audiencia de una cadena abierta.
La primera temporada comenzó con 11 episodios listos para ser emitidos del 1 de julio de 2008 al 9 de septiembre del mismo año. Después del parón, 12 episodios más fueron emitidos desde el 5 de enero de 2009, haciendo así un total de 23 episodios emitidos. La serie también fue emitida por el canal de televisión canadiense Citytv, el que comenzó la emisión de la serie en día 3 de septiembre de 2008.
Después del éxito de la primera temporada, ABC Family anunció en 31 de enero de 2009 que la serie sería renovada para tener otra temporada, tras anunciar la cancelación de la exitosa Kyle XY. La conferencia de prensa oficial para presentar los nuevos capítulos se dio lugar el 9 de febrero y se añadió a la parrilla de ABC Family el día 7 de abril de 2009. La serie fue renovada para una segunda temporada completa de 24 episodios que empezó a emitirse a partir del 22 de junio de 2009.

### Desarrollo
La creadora de la serie, Brenda Hampton, mostró la serie hace más de una década a la cadena estadounidense FOX, cuando Susanne Daniels era la jefa de programación. El proyecto también fue presentado al canal Lifetime y también fue rechazada. Frustrada, Brenda, escribió seis guiones distintos y los envió a diferentes cadenas de televisión, incluida The CW. Finalmente la serie encontró un espacio en ABC Family.
La serie empezó a buscar a los actores de ésta sin un nombre definitivo. Originalmente, iba a titularse "The Sex Life of the American Teenager", es decir "La vida sexual de una adolescente americana", pero la creadora desechó ese nombre, explicando que el mayor problema con el nombre es que "cuando la buscara en Internet, el usuario sería reedirigido a páginas web pornográficas", lo que la empresa a cargo de la cadena ABC Family, la Walt Disney Company nunca aprobaría.

## Reparto y personajes
- Shailene Woodley interpreta a Amy Juergens, hija de George y Anne Juergens, madre de John, y hermana mayor de Ashley y Robert Juergens. Amy tiene dieciséis años, una sensible, inteligente, amable y cariñosa chica en la secundaria que toca el corno francés y quiere asistir algún día Juilliard (pero más tarde decide ser profesora). En el campamento de verano de la banda, antes de comenzar su primer año, Amy tiene un affaire de una noche con Ricky Underwood y queda embarazada. Después de regresar a la escuela, Amy conoce a Ben Boykewich y empiezan a salir. Después de mucha indecisión y desacuerdo, Amy y Ricky mutuamente deciden quedarse con el bebé. A principios de verano, Ben deja a Amy para visitar Italia para sus vacaciones de verano. Tras su regreso, con el tiempo se separan. Amy más tarde empieza a salir con Jimmy, el hijo del viejo novio de la secundaria de Anne. Amy pronto vuelve con Ben después de que él le confiesa su amor por ella, a pesar de que él había teniendo sexo con Adrian; sin embargo, cuando se entera de que Adrian está embarazada, se da cuenta de que su atracción por Ricky está creciendo, y comienza a salir con él. Desesperadamente quiere dormir con él, pero es cautelosa acerca de comenzar una relación sexual con él. Ella ama a Ricky, pero ella sabe que la creación de un fuerte vínculo y la relación es la mejor manera de mantenerlo a su alrededor. Adrian le señala luego a Amy algunas de las chicas que dormían con Ricky para lastimar a Amy. Amy, afectada por el hecho de que Adrian haría tal cosa, se niega a hacer un baby shower para Adrian y se vuelve fría hacia ella. Esta es la misma actitud que Adrian tenía cuando Amy hizo un baby shower (Grace realmente hizo el baby shower). Adrian fue tan cruel que tuvo relaciones sexuales con su hermanastro durante el baby shower de Amy. Angustiados por la muerte del bebé de Adrian y Ben, Amy y Ricky abandonan los planes para una escapada de fin de semana y deciden volver a establecer una relación física. Ricky le propone matrimonio en su noche de graduación, y mientras que Amy está feliz de estar comprometida, ella no tiene ninguna prisa para casarse. Después de descubrir que su madre es lesbiana, Amy le dice a Ricky que deben fugarse, a lo que Ricky está felizmente de acuerdo. Amy y Ricky se fugan en el estreno de la 5.ª temporada.

- Daren Kagasoff interpreta a Richard "Ricky" Underwood, un chico de diecisiete años de edad, con una serie de cuestiones problemáticas pasadas y con una personalidad emocional, dando lugar a la promiscuidad y una reputación como el "chico malo" de la escuela. Él es el hijo de Bob Underwood, un abusador doméstico, pederasta y toxicómano, y una madre adicta a las drogas, Nora (interpretada por Anne Ramsay), que vivía en las calles antes de ser enviada a la cárcel por un breve periodo de tiempo antes de ser liberada con la ayuda del padre de Adrian. Ricky vivía con sus padres de crianza, Margaret y Dr. Shakur, pero se mudó a un apartamento por encima de la carnicería. Ricky decidió más tarde que él quiere tener una relación más seria con Adrian y le dice que no quiere que ella duerma con otros chicos. Él, por su parte, quiere acostarse con otras chicas sin dejar de estar en una relación con Adrian. Ellos rompen después de que Adrian tuvo sexo con Ben, después de descubrir que Ricky y Amy se besaron. Ashley lo besa, mostrando sus sentimientos hacia él. Ricky no parece devolver estos sentimientos, a pesar de que coquetea con ella. Ashley intenta dormir con él, pero Ricky tiene sentimientos por Amy por lo que él se niega. Ricky va a Nueva York para visitar a Amy y se besan de nuevo. Tienen una larga discusión y Amy le dice a Ricky que si alguna vez quiere estar con ella otra vez él tiene que dejar de dormir con todas. Ricky se compromete a intentar. Ricky y Amy comienzan a salir después de que ella regrese del campamento de música. Su relación se formaliza y consideran la posibilidad de irse a vivir juntos. Ricky tiene una batalla constante con Amy sobre cuando ella planea tener relaciones sexuales con él, y ella insiste en que él debe hacerse la prueba de enfermedades de transmisión sexual antes de pensar en tener relaciones sexuales con él. Incluso cuando están saliendo con el acuerdo de custodia que hayan sigue siendo lo mismo, pero, ya que suelen estar en cada uno de otros lugares, las reglas de ceder un poco. Amy tiene un montón de problemas para conciliar su promiscuidad pasada con sus declaraciones de amor. Se le anima a considerar asistir a la universidad, tanto por el padre de Ben y el consejero de la secundaria, pero no está seguro de cómo la universidad se adapte a su vida con Amy y John. Se propuso a Amy en la noche de su graduación de la secundaria, pero luego se confunde cuando Amy no parece tener prisa para casarse. Después de muchas discusiones y desacuerdos, Ricky y Amy se fugan en el estreno de la temporada 5, aunque se revela en 2 episodios más tarde que no terminó la ceremonia de la boda.

- Megan Park interpreta a Grace Kathleen Bowman, una alegre chica de diecisiete años de edad. Grace es la líder de las porristas de Grant High y es una fiel cristiana. El padre de Grace es Marshall Bowman, un médico cuya carrera se espera emular. Su madre es Kathleen Bowman, exesposa de George Juergens. Ella tiene un hermano adoptado, Tom, quien tiene síndrome de Down. Grace tiene una relación amorosa, respetuosa y abierta con su familia, pero ha pasado de seguir sus reglas y consejos para tomar sus propias decisiones acerca de cuestiones tales como chicos y sexo. Grace y Jack reanudar su difícil relación y tienen relaciones sexuales por primera vez. Después de tener sexo, Grace se entera de la muerte de su padre en un accidente de avión y se siente culpable por el accidente ocurrido mientras estaba teniendo sexo con Jack, y se pregunta si, de alguna manera, la muerte de su padre era un castigo por mantener relaciones sexuales fuera del matrimonio. Ella toma un tiempo para recuperarse de esta idea y luego trata de compensar sus sentimientos mediante la pignoración de esperar para tener relaciones sexuales hasta el matrimonio, incluso la organización de un grupo de niños para abrazar la abstinencia. Ella está un poco interesada en Ben, que se presenta en su puerta de vez en cuando, generalmente cuando está preocupado por Amy y luego, más tarde, Adrian. Sin embargo, después de que Ben empieza a asumir la responsabilidad por el embarazo de Adrian, ella comienza a salir con Grant. Ambos están interesados en tomar su relación al "siguiente nivel", pero la madre de Grace extrae una promesa de donación que no iba a tener relaciones sexuales con Grace en el campamento de medicina, muy a pesar de Grace. Pero, una vez que deciden tener relaciones sexuales, Grant quiere que Grace se haga una prueba de enfermedades de transmisión sexual para asegurarse de que no tiene nada. Él va a explicar que Grace ha estado con Jack después de que Jack tuvo sexo oral con Adrian. Adrian ha estado con Ricky y ambos Ricky y Adrian han estado con un montón de otras personas. Grace entonces le dice que debe hacerse la prueba también, pero él le dice la verdad (sobre como él y su exnovia perdiendo su virginidad el uno al otro), entonces Jack entra y le dice a Grace que no sería una mala idea hacerse la prueba porque él ha estado en contacto con una enfermedad de transmisión sexual (que era tratable) antes de tener relaciones sexuales. Esto asusta a Grace que ya no quiere hacer la prueba y le dice a Grant que no deben tener relaciones sexuales. Grant, entonces falta a la escuela al día siguiente y se va en busca de ella y le dice que si ella no está lista para tener relaciones sexuales, entonces pueden esperar hasta que ella pueda porque la ama (él quería decirle que la amaba antes de que se hiciera algo para que realmente viera que él estaba enamorado de ella). Con el tiempo, consuman su relación. Más tarde, Grace es insistente sobre conocer a la exnovia de Grant, Angie, y se sorprende cuando ve que Angie tiene un sobrepeso significativo. Más tarde, ellos rompen después de que Grace lo engaña con un estudiante universitario que conoció mientras que estaba en África, Daniel. Entonces comienza una relación con Daniel, que es mucho más maduro y se impacienta con la inmadurez de Grace. En la fiesta de graduación, Daniel se encuentra con una exnovia, Raven, (interpretada por Christine Serratos) y decide irse. Raven se engancha con Jack durante la fiesta, pero a la mañana siguiente, Jack y Grace se besan y Grace se da cuenta de que ella todavía tiene sentimientos por él. Raven toma una foto del beso y lo envía a Daniel, que rompe con Grace. Grace decide omitir el campamento de la escuela de medicina para el próximo verano porque está cansada de él y quiere evitar Grant.

- Francia Raísa interpreta a Adrian Lee, una chica majorette de diecisiete años de edad, con una reputación de ser promiscua porque le gusta el sexo casual. La madre de Adrian es una asistente de vuelo que a menudo está lejos de su hogar a causa de su trabajo. El padre de Adrian estuvo ausente en la infancia de Adrian, pero ahora está haciendo un esfuerzo para volver a conectarse con ella. Su formación ha roto a Adrian en lo emocional, escondiendo debajo su duro exterior. Ella quiere sentirse amada, y así continúa su relación casual de si-no con Ricky, a pesar de que él constantemente persigue otras chicas. Al principio Adrian está extremadamente celosa de Amy y Grace. Ella está celosa de Amy porque Amy tuvo el bebé de Ricky y sabe que siempre estarán conectado. Adrian también es celosa de Grace porque Ricky quiere acostarse con ella, pero más tarde cambia de opinión. Adrian, entonces está furiosa porque Amy hace un baby shower aunque Grace fue la que hizo el baby shower, mientras que Adrian tuvo relaciones sexuales con su hermanastro en la otra habitación. Adrian más tarde decide que quiere una relación más seria con Ricky y le dice que lo ama. Ellos deciden que van a trabajar por estar en una relación y aunque Adrian está de acuerdo en dejar de tener relaciones sexuales con otros chicos, Ricky dice que aún quiere tener sexo con otras chicas. Amy y Adrian luego entran en una discusión acerca de la participación de Adrian en John, y Adrian se da cuenta de que Ricky está del lado de Amy sobre su participación John. Adrian decide hacerse amiga de Amy, y Amy finalmente le permite a Adrian mantenerse cerca de John. Adrian después tiene sexo con Ben en un intento de venganza después de enterarse de que Ricky y Amy se besaron. Adrian más tarde descubre que está embarazada con el bebé de Ben. Al principio, ella decide tener un aborto, incluso después de haber hablado con un consejero en una clínica de aborto. Su padre no era de apoyo de su elección con la terminación del embarazo. Adrian pronto decide no seguir adelante con el aborto y planea mantener al bebé en su lugar. Ben ha dado a Adrian un caro ($50.000) "anillo de la amistad", que se han puesto de acuerdo es solo un anillo de amistad, a menos que ambos están de acuerdo en que después signifique algo más. A medida que el embarazo de Adrian avanza ambos comienzan a darse cuenta de que tienen sentimientos el uno por el otro que va más allá de cuidar de los demás, porque van a tener un bebé juntos. Pero ambos han se enamoraron el uno del otro conscientes de que mientras sucedía. Ben decide entonces hacer el anillo de la amistad un anillo de compromiso y sorprende a Adrian con la propuesta. Posteriormente, se casan y viven juntos en un apartamento. Tanto ella y Ben están devastado cuando su bebé, a quien tenían previsto nombrar Misericordia, nace muerto. Adrian trata de mantener a Ben en el matrimonio por tener otro bebé. Él estaba dispuesto a hacerlo, pero Adrian decide que le gusta Ricky. Los dos se separan y se divorcian. Mientras tanto, Adrian se presentó a un amigo de Daniel, Dante. Ella siente como si llevan bien, pero deja el país por un semestre en el extranjero, y Adrián comienza a salir con el hermano de Dante, Omar. En la fiesta de graduación, Adrian quiere un último beso de Ricky para ver si la chispa todavía está allí. Con un "ok" de Amy, Ricky la besa, y Adrian se siente aliviada al descubrir que ya no está obsesionada con Ricky. Sin embargo, Omar se ofende al verla besando a Ricky, y deja la fiesta sin ella. Adrian, molesta, termina durmiendo con Henry esa noche, y a la mañana siguiente es descubierta por una conmocionada Alice. A continuación, ella completa la escuela de verano y demuestra estar aún enamorada de Ricky.

- Kenny Baumann interpreta a Benjamín "Ben" Boykewich, un idealista de diecisiete años de edad, quien toca los platillos en la banda de la escuela. También fue el novio de Amy. Él fue muy dedicado a ella y la apoyó completamente durante sus días de embarazo. Ben es el heredero de una adinerada empresa de carne, propiedad de su padre, Leo. Planeaba casarse con Amy y usar su fortuna para criar al bebé con ella. Para ayudar a Amy y su bebé, el padre de Ben lo obliga a conseguir un trabajo en la carnicería familiar en vez de tener la fortuna de su padre, por supuesto. Desprecia e incluso admite estar celoso de Ricky Underwood al principio, pero los dos terminan iniciando una amistad después de acordar trabajar juntos para ayudar a Amy en la crianza de su bebé. Después de ir en un viaje de verano a Italia, Ben se involucra con una chica que conoció allí. Aunque Amy y Ben finalmente rompen, Ben tribunales Grace Bowman. Él y Adrian posteriormente tener relaciones sexuales después de descubrir que Ricky y Amy se besaron. Amy y Ben se reúnen después de que él le confiesa su amor por ella. Sin embargo, Ben descubre que Adrian está embarazada de un hijo suyo. Después de considerar el aborto, ella decide que va a tener el bebé con el apoyo de Ben. Una vez que Ben le dice a Amy acerca de cómo él es el padre del bebé de Adrian, Amy rompe con él. Entonces decide que quiere ser amiga de él, pero le resulta difícil apoyar su decisión cuando Ben decide casarse con Adrian. Cuando estalla un desacuerdo sobre el baby shower de Adrián, resulta injusto los comentarios de Amy hace que los intercambios de palabras de Ben y Amy sean duras, pero perdonan unos a otros. Ben tiene el corazón roto sobre que su hija nace muerta. Él y Adrian deciden separarse y divorciarse. En la fiesta de graduación, Ben conoce a una chica de otra escuela llamada Dylan. Hablan toda la noche. Al día siguiente, se pasan horas en el teléfono, y él la invita a salir, solo para terminar una cita en que se altera al descubrir que Henry durmió con Adrian. Enfadado dice a Henry, un amigo desde el tercer grado, que ya no es bienvenido en su casa. Dylan llega a su casa con sus amigos para descubrir por qué Ben terminó la fecha. Para sorpresa de Ben, a la mayoría de las chicas les gusta fumar marihuana, y le preguntan si se puede fumar en su habitación. No fuma, pero él tiene la culpa de que cuando los descubren fumando el padre de Ben y los padres de Dylan.

- Greg Finley interpreta a Jack Pappas, un joven de dieciocho años de edad en el equipo de fútbol. Jack es el hijastro de un ministro. El verano antes de su segundo año, Jack comenzó una relación con Grace, parcialmente en un esfuerzo por mantener su acomodada familia en la iglesia de su padrastro. Rápidamente se enamora de Grace y después de su primera cita le pide un sistema cerrado, relación comprometida. Sin embargo, Jack está loco cuando Grace le informa que quiere esperar hasta después de la escuela médica para el matrimonio y el sexo. Inquieto, Jack tiene sexo oral con Adrian por lo que Grace rompe con él. Jack lamenta el final de su relación y se proyecta serios esfuerzos en tratar de ganar a Grace de nuevo. Sin embargo, Grace empezó a salir con Ricky en su lugar. No está seguro de lo que siente por el sexo y esperar hasta el matrimonio, Jack trata de mantener su mente fuera de él por hacer buenas obras. Sale con Madison, pero comete el error de decirle al padre de Madison que están teniendo sexo oral, lo que hace que el padre de Madison detenga a Jack y Madison de verse todo el verano. Jack sabe que él todavía no ha terminado Grace, aun cuando ella está con Grant. Constantemente intenta detener a Grace de tener relaciones sexuales con Grant, a pesar de que él está con Madison. Él y Madison tienen un encuentro sexual, pero luego decide que el sexo no es el adecuado para ellos en este momento. Ellos rompen, y Jack vuelve su atención a Grace. En la graduación, Jack es elegido para dar la invocación/oración, que Grace le ayuda a escribir. A pesar de que se engancha con la exnovia de Daniel en la fiesta de graduación, se encuentra con Grace a la mañana siguiente, y comparten un beso, lo que confunde a Grace. En la temporada 5 a mediados del final de temporada Jack fue vencido por un proxeneta y estuvo en coma unos meses pero despierta en Navidad.

- India Eisley interpreta a Ashley Juergens, la hermana dos años más joven de Amy. Ashley es sarcástica, siempre piensa recta, se viste principalmente de negro, y poco le importa lo que otros piensan de ella. Ella es el primer miembro de la familia Juergens en saber del embarazo de Amy y la que convence a Amy de quedarse con el bebé. Cuando George compra su propia casa al lado, Ashley se va con él. Ella y George, finalmente, vuelven a la casa con Amy y Anne para criar a los niños, ya que lo ven como la mejor opción. Al ver a su hermana pasar por el parto, Ashley se compromete a retrasar las relaciones sexuales. Durante su primer año en la secundaria, Ashley rápidamente se hace amiga de un chico gay, Griffin, quien se convierte en su único amigo. Luego se hace novia del primo de Griffin llamado Grant pero no llegan a una relación seria. Ella se enamora de Ricky, y afirma que podrían estar juntos si querían pero Ricky no está de acuerdo. Se besan, y Ricky lamenta ese beso. Ashley luego dice que quiere tener sexo con Ricky para acabar de una vez porque ella dice que ella quiere ver lo que es el sexo. Ahora Ashley no quiere estar cerca de Ricky o Amy. Ella está completamente excluida de todos menos a su padre. Ha dejado de ir a la escuela y ella misma empezó educación en casa por lo que no tendrá que estar rodeado de gente que la molestan. Como parte de su educación en casa ella tiene un "compañero de estudio", Toby. En las horas extra, ella parece estar desarrollando un enamoramiento hacia él y en el episodio "Loose Lips" ellos hablan de sexo con Amy y posteriormente contemplar si van a ser amigos o no. "tal vez incluso más que amigos", comenta Toby después de que Ashley dice que podrían ser amigos. Ashley y Toby toman el GED juntos y, para sorpresa de todos, pasan, completando de esta manera la secundaria. En la secundaria detrás de ellos, quieren hacer un viaje por todo el país juntos, muy a la consternación de George y Anne, pero estuvieron de acuerdo después de ver a Ashley que podría aprender mucho en la vida. Ella y Toby terminan en Florida, terminan, viviendo con su abuela y haciendo trabajos ocasionales. Ashley regresa a su casa el día después de la graduación de Ricky, y anuncia que ha sido aceptada en la universidad de Florida. Ella está un poco desconcertada al descubrir que George ha alquilado su habitación a Nora.

- Molly Ringwald interpreta a Anne Juergens, la madre de Amy, Ashley, y Robert Juergens, y la esposa de George Juergens. Después de descubrir que George estaba engañándola con la madre de Adrian, Cindy Lee, Anne se separó de él y le pidió el divorcio. Debido a su inminente divorcio, Anne tomó un trabajo en una oficina de arquitectura y comenzó a salir con su jefe, el arquitecto David Johnson; que más tarde se comprometen. En el estreno de la segunda temporada, se revela que ella está embarazada. A pesar de que cree que es su novio, debido a la vasectomía de su marido, se revela que mintió acerca de la cirugía. Más adelante en la temporada Anne rompe su compromiso con David y vuelve a estar con su familia. Estaba a punto de volver a casarse George cuando descubre los papeles diciendo que no quiere volver a casarse con ella y descubre que la engañó, pero solo cuando se divorciaron. Viviendo lejos de casa cerca de su madre, ella comienza a ver a su novio de secundaria de nuevo. Se dan cuenta de que son solo amigos, sin embargo, y Anne se siente atraída por George otra vez. Ellos son descubiertos por una divertida Amy después de un encuentro romántico en el hogar, pero Anne y George se encuentran en lados opuestos después de que Ricky propone a Amy. Anne se da cuenta de que Amy es feliz, y George se da cuenta de que ella no lo es. Después de un viaje a Europa, Anne se da cuenta de que es gay, diciendo que cuando ella está con otra mujer que se siente "uno" con ella.

- Mark Derwin interpreta a George Juergens, el padre de Amy, Ashley, y Robert Juergens, y el marido de Anne Juergens. Es dueño de una tienda de muebles y estuvo casado con Kathleen Bowman, la madre de Grace, antes de casarse con Anne. También tuvo un breve romance con la madre de Adrian, Cindy Lee, lo que llevó a que Anne le solicitará el divorcio. George se arrepiente de su affair, se da cuenta de que está enamorado de Anne, y quiere reunir a su familia. Cuando está a punto de casarse de nuevo a su exesposa Anne, encuentra documentos que indican que él no quiere casarse de nuevo. Ella se da cuenta de que él engañó de nuevo y deciden dividirse sin causar demasiado daño a la familia. Después de hacer un pase a Nora y descubrir que ella es lesbiana, él la invita a entrar en la casa con él como compañero de cuarto. Para gran sorpresa de todos, Nora acepta. George se queda corto como una figura de padre responsable que no tiene un control adecuado sobre sus hijas y no siempre toman decisiones acertadas cuando los problemas se acercan.

- Steve Schirripa interpreta a Leo Boykevich, el padre viudo de Ben. Conocido localmente como "The Sausage King", él es rico y es propietario de una carnicería. Hace poco se casó con una mujer llamada Betty, una ex prostituta dulce pero ligeramente boba. Él y Ben siempre han tenido una estrecha relación, pero la relación se ha probado porque él no aprueba la última opción de Ben con respecto a Adrian. Angustiado por el hecho de que su hijo embarazó a una chica y planea casarse con ella a pesar de que no está enamorado, va y ve a un terapeuta. Él se da cuenta de que no ha terminado su primer amor, la madre de Ben, y se da cuenta de que necesita seguir adelante y darle a Betty la misma oportunidad de hacer un lugar en su vida que la madre de Ben tenía. Él está triste por la muerte del bebé de Ben y de Adrian, y toma sobre sí decirles a los amigos de Ben acerca de la muerte. Más tarde, Betty se da cuenta de que Leo no es feliz en su matrimonio. Ella quiere separarse y finalmente asistir a la universidad, y él está de acuerdo, para su gran alivio. Con instancias de Ben, él se da cuenta de que ha estado enamorado de su secretaria de 20 años, y comienza a cortejarla.

## Doblaje

### Doblaje para Hispanoamérica
- María José Estévez como Amy Juergens.
- Eder La Barrera como Ben Boykewich.
- Héctor Indriago como Ricky Underwood.
- Yensi Rivero/Melanie Henríquez como Adrianne Lee.
- Mariana Gamboa como Grace Kathleen Bowman.
- Jesús Hernández como Jack Pappas.
- Rebeca Aponte como Anne Juergens.
- Ledner Belisario como George Juergens.
- Karina Parra como Ashley Juergens.
- Lidia Abautt/Leisha Medina como Madison Cooperstein.
- Aura Caamaño como Lauren Treacy.
- Elena Díaz Toledo como Kathleen Bowman.
- Paolo Campos como Tom Bowman.
- Luis Miguel Pérez como Dr. Marshall Bowman.
- Carlos Vitale (temp. 1)/Sergio Pinto (resto) como Leo Boykewich.
- Ivette García como Cindy Lee.
- Renzo Jiménez como Ruben Enríquez.
- Juan Guzmán como Marc Molina.
- Rocío Mallo como Alice Valko.
- Carlos De Leon (1.ª temp.)/Jesús Rondón (resto) como Henry Miller.
- Guillermo Martínez como Dr. Ken Fields.
- Rubén León como Bob Underwood.
- Armando Volcanes (1.ª voz)/Roberto Colmenares (resto) como Rev. Sam Stone.
- Mariela Díaz como Betty.
- Ricardo Sorondo como Duncan.
- Yasmil López como Shawna.
- José Granadillo como Donavan.
- Nayip Rodríguez como León.
- José Méndez como David Johnson.
- Joel González como Max Enríquez.
- Jhonny Torres como Jason Treacy.
- Rolman Bastidas como Joe Hampton.
- Ángel Balam como Thomas.
- Lileana Chacón como Dra. Wilameena Bink.
- Soraya Camero como Nora.
- Víctor Díaz como Grant.
- Joel González como Jeff Zegay.
- Jhonny Torres como Morgan Cooperstein.
- Melanie Henríquez como Emily Cooperstein.
- Luis Miguel Pérez como Dr. Miller.
- Fernando Márquez como Jimmy Nash.

Voces adicionales
- Rolman Bastidas
- Jesús Núñez

El Bebe de Amy

## Premios y nominaciones
| Año  | Resultado | Premio             | Categoría                  | Destinatario                             |
| ---- | --------- | ------------------ | -------------------------- | ---------------------------------------- |
| 2008 | Ganador   | Teen Choice Awards | Mejor serie TV juvenil     | The Secret Life of the American Teenager |
| 2009 | Nominado  | Teen Choice Awards | Mejor serie TV juvenil     | The Secret Life of the American Teenager |
| 2009 | Nominado  | Teen Choice Awards | Mejor serie TV juvenil     | The Secret Life of the American Teenager |
| 2009 | Nominado  | Teen Choice Awards | Mejor serie TV del verano  | The Secret Life of the American Teenager |
| 2009 | Nominado  | Teen Choice Awards | Mejor actor juvenil        | Kenny Baumann                            |
| 2009 | Nominado  | Teen Choice Awards | Mejor actriz dramática     | Shailene Woodley                         |
| 2009 | Nominado  | Teen Choice Awards | Mejor actor dramático      | Daren Kagasoff                           |
| 2009 | Nominado  | Teen Choice Awards | Mejores actores paternales | Molly Ringwald y Mark Derwin             |
| 2009 | Nominado  | Teen Choice Awards | Mejor actriz del verano    | Shailene Woodley                         |
| 2009 | Nominado  | Teen Choice Awards | Mejor actor del verano     | Daren Kagasoff                           |
| 2009 | Nominado  | Teen Choice Awards | Mejor actor dramático      | Kenny Baumann                            |
| 2009 | nominado  | Teen Choice Awards | Mejor actor dramático      | Frankie Muniz                            |

## Emisiones Internacionales
- España en Cuatro.
- Chile en Boomerang.
- Argentina en Boomerang.
- Venezuela en Boomerang.
- Francia en Canal Plus de Familia y TF6.
- México en Boomerang y Televisa Regional.
- Grecia en ANT1.
- Irlanda en MTV.
- Italia en FOX.
- Países Bajos en Disney Channel.
- Rusia en MTV.
- Bélgica en Disney Channel.
- Noruega en FEM.
- Suiza en 3 Plus TV y TSR.
- Alemania en Sixx.
- Polonia en MTV.
- Australia en FOX8.
- Gran Bretaña en MTV.
- Colombia en Boomerang
- Perú en Boomerang